# Record Collectors Are Pretentious Assholes
Record Collectors Are Pretentious Assholes (Los coleccionistas de discos son imbéciles pretenciosos) es el segundo EP de la banda de hardcore punk Poison Idea. Fue lanzado en 1985 a través de la compañía Fatal Erection Records.
La contraportada del álbum contenía una imagen de Elvis Presley con las palabras "The King" debajo, como una alusión a su lanzamiento anterior, el EP Pick Your King, que tenía una imagen de Jesús de Nazaret en la portada y de Elvis Presley en la parte posterior.
La imagen de la portada, junto con el título, es una broma a expensas del guitarrista Pig Champion, ya que es una imagen de su extensa colección de discos.

## Recepción de la crítica
Trouser Press escribió que "la rabia ciega de canciones como 'Die on Your Knees' y 'Don't Like It Here' ... es tan formidable como Iggy antes de la domesticación". Allmusic escribió que el EP "está bien -sintonizados el sonido abrasador y la visión fatalista del mundo de la banda".

## Listado de pistas

### EP original
1. "A.A." - 1:32
2. "Legalize Freedom" - 1:44
3. "Cold Comfort" - 1:14
4. "Thorn In My Side" - 2:00
5. "Rubber Husband" - 1:30
6. "Rich Get Richer" - 1:25
7. "Don't Like It Here" - 1:50
8. "Time To Go" - 2:03

### Lista de canciones de la reedición
1. "A.A." - 1:32
2. "Legalize Freedom" - 1:44
3. "Cold Comfort" - 1:14
4. "Typical" - 1:54
5. "Thorn In My Side" - 2:00
6. "Laughing Boy" - 1:41
7. "Rubber Husband" - 1:30
8. "I Gotta Right" (Iggy and the Stooges Cover) - 3:18
9. "Rich Get Richer" - 1:25
10. "Don't Like It Here" - 1:50
11. "Die On Your Knees" - 2:45
12. "Time To Go" - 2:03

## Intérpretes
- Jerry A. - Voz
- Tom "Pig Champion" Roberts - Guitarra
- Chris Tense - Bajo
- Dean Johnson - Batería